# Fort des Ayvelles
Le fort des Ayvelles, appelé brièvement fort Dubois-Crancé (du nom de l'homme politique né à Charleville), est un ouvrage militaire de type Séré de Rivières édifié à partir de 1877 sur une crête surplombant la ville de Mézières, sur les territoires des communes de Villers-Semeuse et des Ayvelles dans le département des Ardennes. Il comprend un ouvrage principal, le Fort, et un ouvrage annexe de taille plus réduite, la Batterie, les deux étant reliés par un chemin protégé long de 600 mètres. Initialement prévu pour interdire à l’ennemi l’accès au réseau ferroviaire dont un nœud se trouve aux gares de Mohon et Charleville, le fort se retrouve pourtant en première ligne lors de l’invasion allemande au mois d’août 1914.

## Description du fort

### Un fort d’arrêt
Le fort des Ayvelles a pour fonction principale d’interdire à l’ennemi l'accès aux quatre voies ferrées de Reims-Paris, Montmédy-Metz, Hirson-Lille et Givet-Belgique se rejoignant aux gares de Mohon et Charleville. Seul ouvrage Séré de Rivières du département, il dispose de dimensions imposantes : c’est un puissant fort d’arrêt.

### L’enceinte
L’ouvrage est basé sur un plan carré, avec 4 faces de 250 mètres de côté, entouré d’un large fossé de 10 mètres de large. Les deux faces, extérieures et intérieures, sont maçonnées : la contrescarpe fait 7 mètres de haut et prend la forme d’arceaux en décharge. L’escarpe, de 6 mètres de haut, est semi-détachée et protège le chemin de ronde. Le fossé est protégé par deux caponnières doubles aux saillants sud et nord.

### L’entrée
L’accès à l’intérieur de la forteresse se fait par une unique entrée : un corps de garde de contrescarpe flanqué de coffres de tirs protège la porte d’accès. Un pont dormant à deux piles en bois traverse le fossé, et est terminé par un pont-levis à bascule en dessous pouvant fermer l’accès. Deux casemates de part et d’autre de cette seconde porte permettaient de tirer depuis des créneaux de mousqueterie. L’entrée est particulièrement soignée, il s’agit d’un pastiche de style Louis XIII, et l’on peut lire sur le fronton « 1878 Fort des Ayvelles ». L’intérieur de la voûte suivante est percé des deux côtés de plusieurs ouvertures de tir.

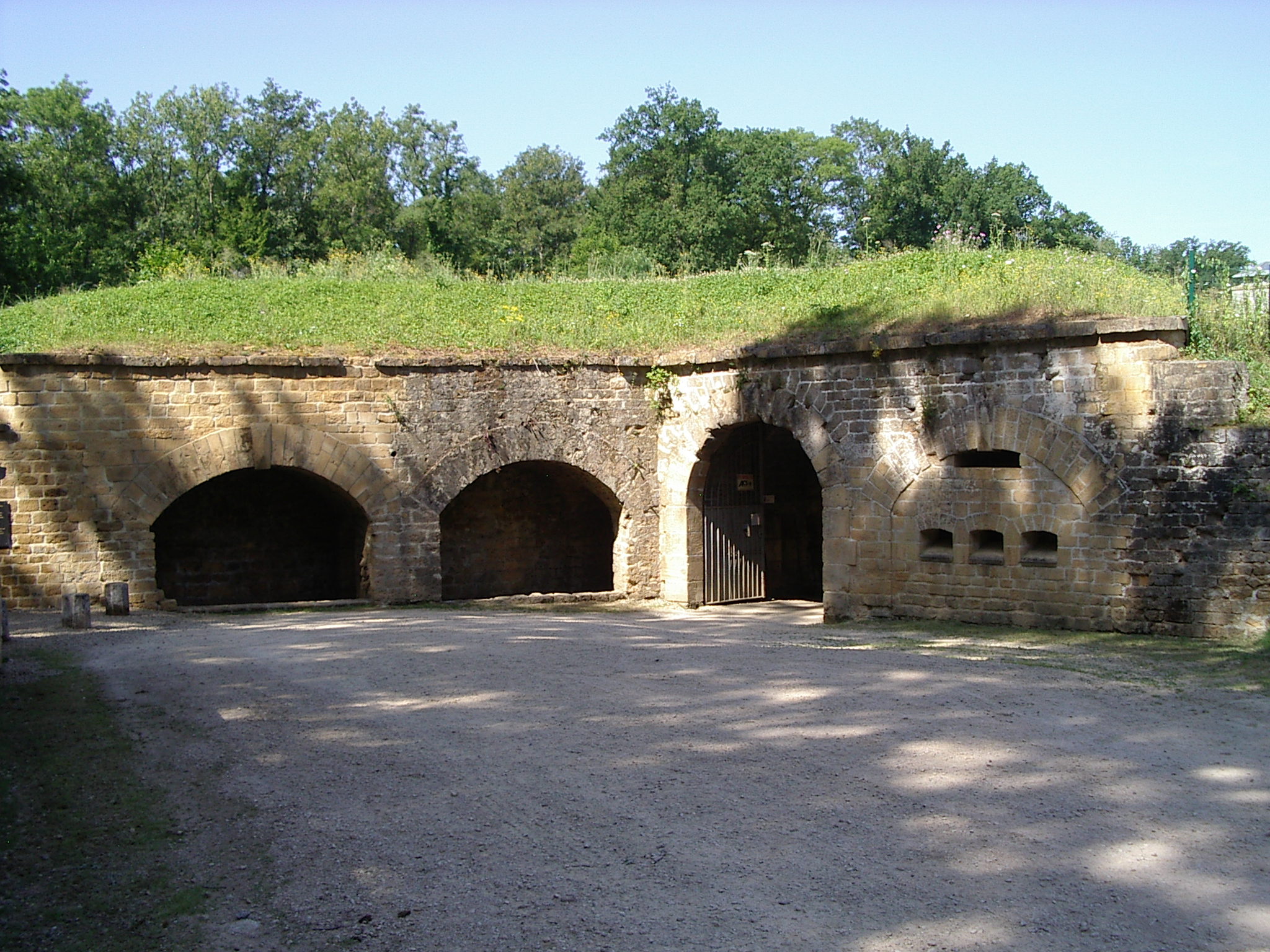
Entrée de la première enceinte
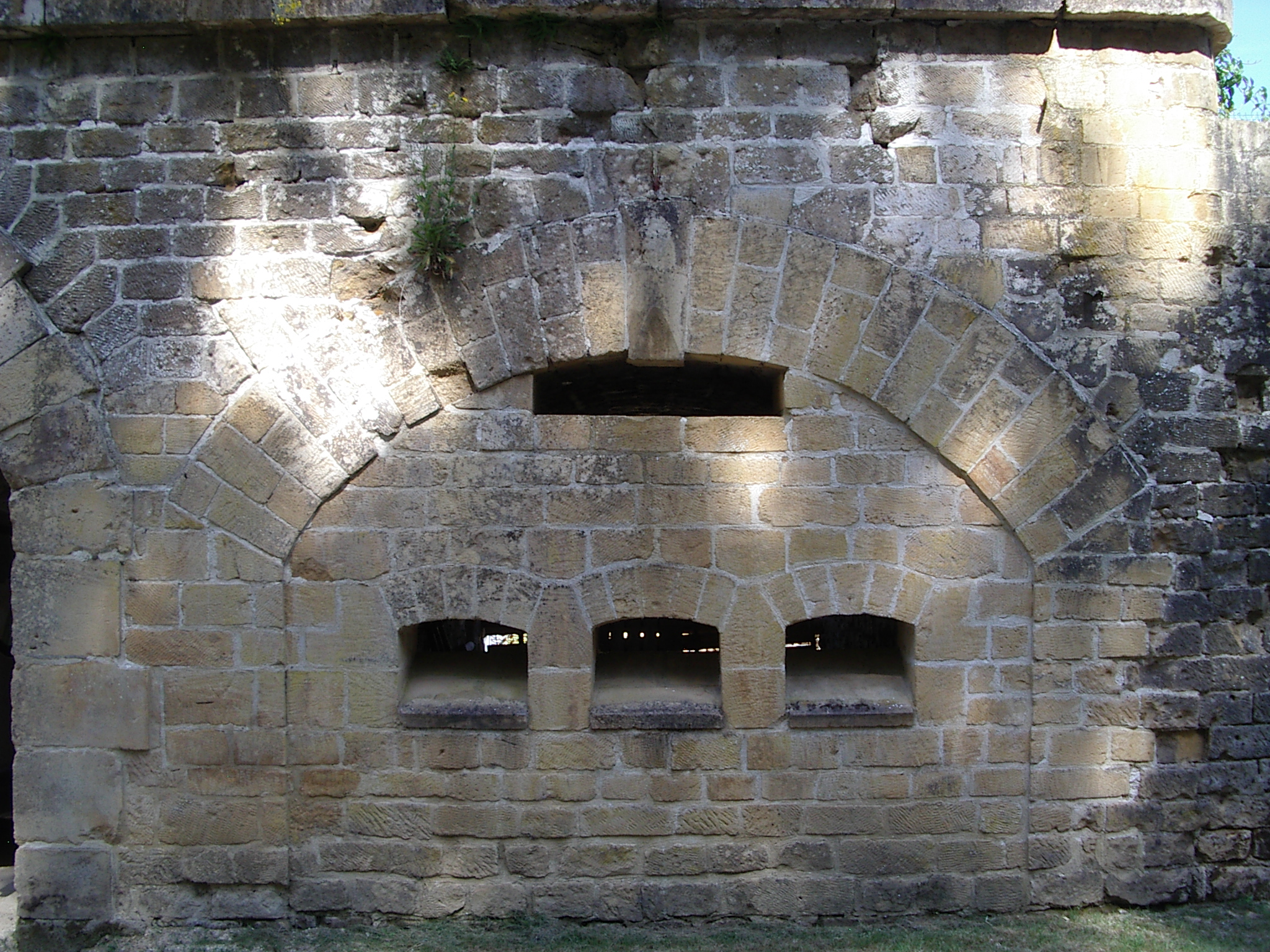
Meurtrières
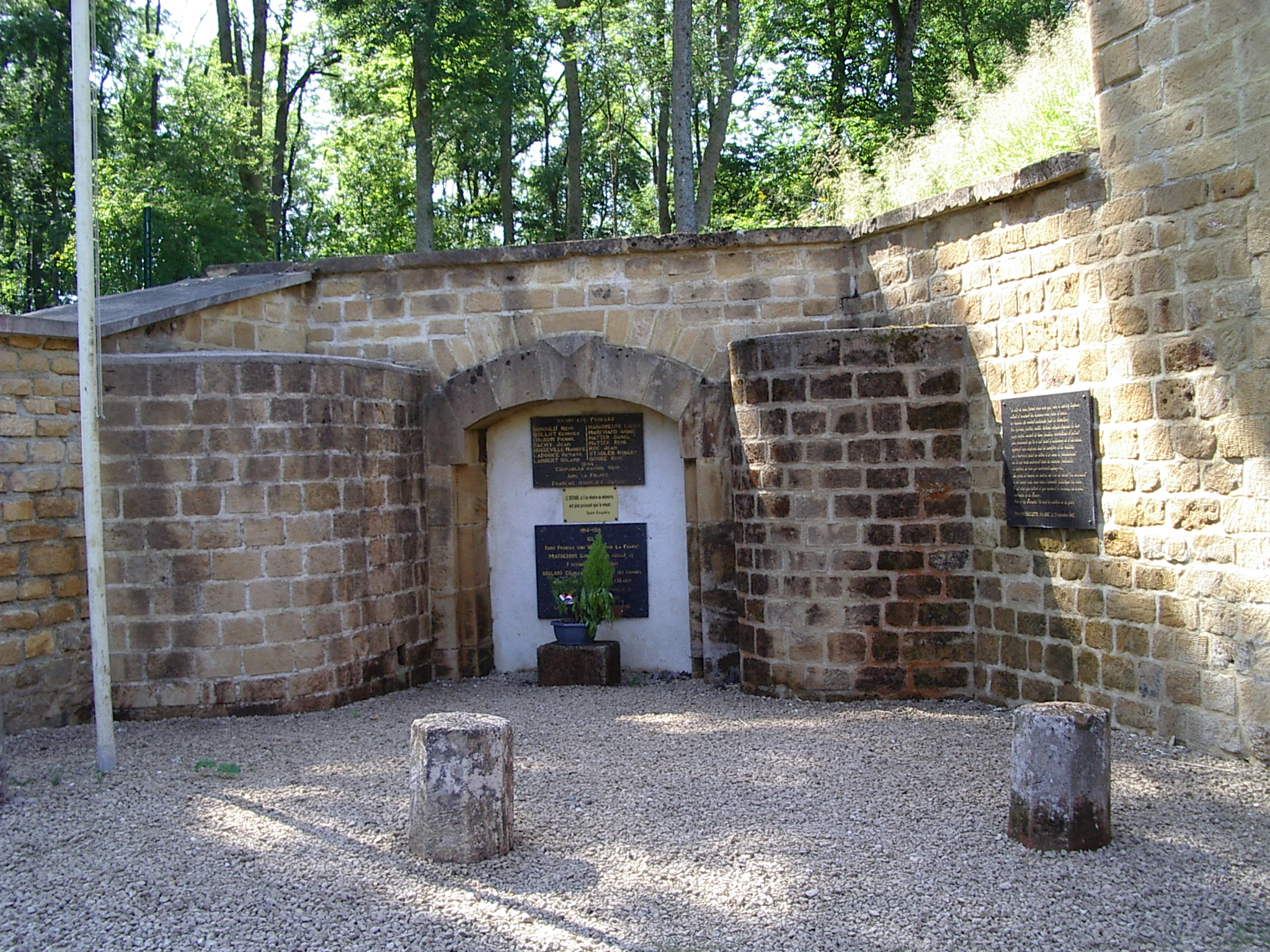
Monument mémoire

### Les caponnières

#### La défense du fossé
Le fossé entourant la forteresse est protégé sur ses quatre faces par deux caponnières doubles, aux saillants Sud et Nord. L’accès à ces caponnières se fait par deux passages voûtés accessibles depuis les places d’armes. Ces énormes structures, aménagées de trois grandes visières maçonnées, permettent à des canons de 12 culasse et des canons revolver Hotchkiss de 40 mm de tirer des munitions antipersonnel dans le fossé. La tête de caponnière, appelée orillon, permet le tir d’infanterie.

#### Les échauguettes
Le fort des Ayvelles présente la particularité, unique en France, de disposer sur sa caponnière nord de deux échauguettes en encorbellement placées à l’extrémité des orillons. Ces postes d’observation ont cependant un but essentiellement décoratif.

### Les places d’armes
Quatre places d’armes sont aménagées pour l’infanterie aux quatre saillants du fort : sud, est, nord et ouest. Elles sont protégées par un parapet permettant aux fantassins de tirer sur l’ennemi et de se mettre à couvert. Des mortiers pouvaient également y être installés pour battre le glacis. Sur la place sud, l’accès à l’espace de tir se fait par un escalier en pierre bleue, absent sur les autres places. Les places sud et nord permettent d’accéder, par le biais d’un tunnel, à l’intérieur des deux caponnières. La place d’armes sud est cependant la plus large du fort, et on y trouve en plus du passage vers la caponnière trois casemates qui abritaient notamment la forge et une écurie pour six chevaux.

### Les banquettes d’artillerie
Un passage voûté permet de relier la place d’armes sud à la rue du rempart. Cette voûte est traversée en son centre par une petite galerie appelée la gaine enveloppe, de forme plus ou moins circulaire faisant le tour du fort sur une longueur de 530 mètres et permettant d’accéder aux places ou banquettes d’artillerie en restant à l’abri d’une couche de terre de deux à trois mètres d’épaisseur. Cette mise en place circulaire des pièces d’artillerie permet au fort de pouvoir faire feu sur 360°.
Vingt places d’artillerie sont aménagées à ciel ouvert au fort des Ayvelles, avec des dimensions de 6 mètres de large et 9,5 mètres de long. On y accède par deux escaliers. Avant le déclassement du fort en 1899, il est prévu d’installer 17 canons de 120 long de Bange et 3 canons de 155 long de Bange. Le déclassement fera passer l’armement à des calibres plus réduits, de 90 mm ou 95 mm. Les canons ne restent pas constamment en extérieur, ils sont rangés dans des magasins d’artillerie. Pour les hisser, la force des hommes et des chevaux est utilisée.
Entre chaque place d’artillerie, sous une butte de terre, sont aménagés des abris-traverse pour protéger les artilleurs si le feu ennemi devient trop intense.

### La casemate cuirassée
Les 20 banquettes d’artilleries en extérieur sont appuyées par une casemate dite cuirassée, également nommée « casemate Mougin » du nom de son concepteur, livrées sur le site le 23 novembre 1882.
Orientée au sud-ouest en direction de Boulzicourt (notamment pour battre la ligne de chemin de fer entre Reims et Mézières), elle abrite un puissant canon de 155 long de Bange (long de 4,2 mètres, il est capable de tirer un obus de 155 mm par minute à un maximum de 9 200 mètres) installé sur un affût lui-même posé sur un chariot. Celui-ci est placé sur deux rails concentriques lui permettant un angle de tir de 60°. Cette puissante arme, installée en seulement dix exemplaires sur les forts Séré de Rivières, est présente en double exemplaire, l’une au Fort et l’autre à la Batterie.
On accède à la casemate cuirassée par la gaine enveloppe et une galerie d’accès de 2,5 mètres de large. La pièce d’artillerie est protégée par un cuirassement en fonte dure composé de quatre voussoirs de dix tonnes chacun et d’un bouclier de 23 tonnes. Une embrasure aménagée dans ce dernier permet le tir, mais elle constitue également le point faible du système (l’ennemi est susceptible de pouvoir l’atteindre). C’est la raison pour laquelle un mécanisme de verrou permettant de masquer ou démasquer la vue est aménagé : ce verrou de 7 tonnes en fonte dure, maintenu en équilibre grâce à un contrepoids, est mû par 4 servants, actionné par des treuils dans deux casemates latérales. Un système de pile saline permet d’éviter le tir accidentel du canon lorsque le verrou masque la vue. Deux autres casemates latérales servent d’abri aux artilleurs lors du tir (contre la poussière et le bruit). La poussière est captée par un large puits d’aération aménagé au plafond.

### Le casernement
La garnison du fort bénéficie de lieux de vie installés dans les zones centrales de la forteresse, sous un massif de terre. En plein centre est aménagée une large cour de 50 mètres de long sur 8 mètres de large, bordée de chaque côté par les casernements édifiés sur deux niveaux. Cet arrangement a été conçu pour permettre l’apport de lumière solaire aux dortoirs le matin ou l’après-midi.
On trouve autour des chambres différents locaux, comme les puits, les lavabos, les magasins d’artillerie, la boulangerie, les poudrières, les cuisines, la tisanerie (infirmerie)…
La garnison prévue du fort lors de sa construction est de 880 soldats, logés dans 28 casemates avec des fenêtres donnant sur la cour centrale. Chaque chambrée est aménagée avec un mobilier sommaire : les soldats de base doivent se partager treize lits superposés à quatre places, alignés le long des murs. Ainsi, chaque chambrée peut accueillir jusqu’à 52 soldats. Le sommier, en planches, est recouvert d’une simple paillasse. Aucun réfectoire n’étant prévu dans la forteresse, les repas se prennent sur une tablette au pied du lit, sur des tabourets. Des tablettes supérieures et murales servent à entreposer le contenu du paquetage, et des râteliers servent à placer 4 fusils. Le chauffage est assuré par un unique calorifère à bois ou à charbon central.
Les conditions de vie des soldats à l’intérieur du fort sont donc à cette époque rudes, en raison d’un mobilier spartiate mais aussi à cause de l’humidité et l’obscurité omniprésentes. La vie quotidienne est rythmée, en temps de paix, par la corvée et les entraînements.
La majeure partie des casernements fut détruite par les Allemands en 1918, ne laissant qu’une épaisse couche de terre. Le couloir des officiers menant à l’estafette et aux quartiers du commandant sont aujourd’hui toujours accessibles, malgré quelques dégâts.

### La poudrière
Deux magasins à poudre identiques sont aménagés dans le fort, avec une capacité de 80 tonnes de stockage de poudre noire chacun. Cette poudre, entreposée dans des caisses étanches en laiton de 50 kilogrammes, servait à la confection des obus dans des locaux de chargement aménagés à proximité.  Ces importantes quantités expliquent les dimensions des deux salles : 19,6 mètres de long, 6 mètres de large et 5 mètres de haut, le tout sous une épaisseur de terre de 8 mètres.
Le lieu étant à haut risque, de nombreuses mesures de sécurité sont mises en place pour prévenir les explosions, mais aussi l’humidité qui rendrait la poudre noire inutilisable. L’accès à l’intérieur de la poudrière se fait par un vestibule d’entrée servant aux soldats à enfiler la tenue de manutention, ne comportant aucune pièce métallique susceptible de produire des étincelles. Deux épaisses portes blindées fermées à clé interdisent l’accès. Le système d’éclairage est basé sur des  créneaux de lampe aménagés dans les murs, abritant une lanterne à colza ou à pétrole séparée du vestibule et de la poudrière par du verre de deux centimètres d’épaisseur. On trouve une telle ouverture dans le vestibule, et trois autres dans le magasin lui-même, limitant grandement l’apport de lumière.
Pour lutter contre l’humidité, un vide sanitaire est aménagé sous la poudrière. Le sol, enduit de brai minéral, est recouvert d’un plancher surélevé ventilé par huit ouvertures. La voûte est elle aussi recouverte de ce brai minéral sur sa face extérieure, tandis que la face intérieure est recouverte de chaux blanche présentant le double avantage d’être imperméabilisant et de refléter la lumière venant des trois lanternes. Deux ouvertures équipées de volets en bois et reliées au puits d’aération permettaient le contrôle de l’hygrométrie de la pièce. Des galeries sont aménagées autour de la poudrière afin de ventiler les abords et empêcher l’humidité de s’infiltrer par les côtés. Enfin, un câble métallique fixé à des crochets au plafond remonte par la gaine d’aération où il est relié à un paratonnerre afin d’éviter les accidents liés à la foudre.

### La gestion de l’eau
L’apport d’eau en quantité suffisante et régulière est un élément vital pour le fort des Ayvelles. Situé au sommet d’une colline, il fut nécessaire de creuser des puits profonds afin d’atteindre une nappe d’eau : les deux puits ont une profondeur de près de 26 et 29 mètres et permettent d’apporter un débit moyen de 4 m3 chacun. Sur chacun des puits, une pompe aspirante permet d’alimenter un système de tuyauterie en plomb pour diriger l'eau vers une citerne souterraine de stockage de 473 m3 de capacité, ou une petite citerne permettant d’alimenter des lavabos. L’eau stockée dans ces citernes est destinée à assurer au fort une capacité de 6 mois lors d’un siège, avec des rations réduites pour les soldats et les chevaux.

## Historique

### Avant la Première Guerre mondiale

#### Le contrecoup de 1870
Au lendemain de la guerre de 1870-1871, la France se retrouve dans une situation délicate. Affaiblie par des pertes humaines et matérielles non négligeables, le pays doit également composer avec l’annexion des territoires d’Alsace-Lorraine par l’Allemagne. Cette dernière sort de son côté victorieuse et plus puissante que jamais, ses territoires nouvellement acquis comprenant les places fortes de Strasbourg et de Metz.
Après le départ en 1873 des Allemands du territoire, occupé jusqu'au règlement complet des 5 milliards de francs or d’indemnités de guerre, décision est prise de renforcer la défense des frontières orientales du pays. Le général Séré de Rivières est chargé de construire la « Barrière de fer ». En effet, les anciennes fortifications, datant pour la plupart de Vauban (XVIIe siècle) voire plus anciennes, n’étaient plus à même d’assurer une défense efficace.

#### Une modernisation des défenses
Plusieurs places fortes, où les villes sont ceinturées de nombreux ouvrages, sont érigées, notamment à l’Est (Verdun, Toul, Épinal…) mais aussi sur la frontière belge (Dunkerque, Lille, Maubeuge). Les espaces entre les places fortes constituent des trouées visant à canaliser les invasions. De puissants forts sont également disséminés sur la frontière, à l’instar du fort des Ayvelles qui est le seul ouvrage Séré de Rivières du département (le massif des Ardennes, au Nord du fort, était supposé faire office de rempart naturel).

#### Choix d’implantation
Dans les Ardennes, plusieurs lieux furent envisagés pour l’implantation de ce fort, à l’instar de Mézières, ancien verrou stratégique de la frontière mais complètement dépassé (la citadelle et les remparts sont déclassés en 1884, avant destruction), ou Sedan, mais le souvenir de la désastreuse bataille en ce même lieu ayant conduit à la capitulation française et la chute du Second Empire mène à la recherche d’un autre endroit. Le site retenu se trouve à environ 3 kilomètres au sud de Mézières. Un promontoire, situé à une hauteur d’environ 210 mètres (alors que les villes de Mézières et Charleville nichées dans les boucles de la Meuse se trouvent à une hauteur d’environ 150 mètres), est retenu car il s’agit d’un poste d’observation naturel tout trouvé qui remplirait à merveille la principale fonction prévue pour l’ouvrage : défendre les installations ferroviaires en contrebas.
Le département des Ardennes fut en effet doté de ses premières lignes de chemin de fer en 1858 avec l’ouverture de la gare de Charleville : à cet endroit se trouve un nœud ferroviaire capital car il permet l’acheminement des troupes et du matériel tout au long de la frontière. En outre, la ville de Mohon abritait de nombreux ateliers et des rotondes, rendant l’endroit d’autant plus stratégique.

#### Une construction laborieuse
La construction, par l'entrepreneur Adrien Hallier du Fort et de la Batterie des Ayvelles commence en 1877 sous la direction du capitaine Léon Boulenger. Si l’on a longtemps pensé que leur construction s’était déroulée rapidement et sans accrocs, il semblerait d’après les archives qu’il n’en est rien. Sur le fronton d’entrée du fort est en effet inscrite la date de 1878, ce qui aurait pu correspondre à une date médiane, menant à une fin de construction vers 1880. Les archives indiquent en fait que la construction s’est étalée de 1877 à 1886. De plus, il semblerait que de nombreux problèmes soient survenus, tant concernant la construction que les mesures de sécurité. Il est indiqué que certaines levées de terre s’effondrent et que certaines entreprises locales travaillant sur le chantier jettent l’éponge. On estime qu’environ 500 ouvriers dont 300 italiens ont travaillé sur le site. Des demandes pour une surveillance de la part de la gendarmerie autour du site pour éloigner les curieux mettent à mal l’hypothèse d’une construction secrète et inconnue du grand public. Au total, ce sont près de 3 millions de francs or qui auront été déboursés pour la construction de ces deux ouvrages. Les effectifs prévus sont de 880 hommes pour le Fort et 150 pour la Batterie.

#### La crise de l’obus-torpille
La construction du complexe est donc terminée vers le milieu des années 1880 et les ouvrages ne sont par la suite que peu modernisés. En effet, la crise de l’obus-torpille à partir de 1883 modifie la donne : les progrès en matière d’armement et notamment en matière d’obus sont tels que les forts, tout juste terminés, sont rendus inopérants. Les anciens obus qui explosaient sur les massifs de terre sans trop endommager les constructions souterraines peuvent désormais pénétrer sous plusieurs mètres de terre avant d’exploser. Les forts vont alors être classés en trois catégories : ceux qui sont à moderniser, ceux qui seront gardés en l’état, et ceux qui seront abandonnés. Le Fort et la Batterie des Ayvelles sont dans le second cas : ils sont déclassés en 1899, leur armement est réduit et les modernisations effectuées par la suite sont minimes.
Par le décret du 21 janvier 1887, le ministre de la Guerre Georges Boulanger renomme tous les forts, batteries et casernes avec les noms d'anciens chefs militaires. Pour le fort des Ayvelles, son « nom Boulanger » est en référence au général de la Révolution Edmond-Louis-Alexis Dubois-Crancé, natif des Ardennes. Le nouveau nom est gravé au fronton de l'entrée. Dès le 13 octobre 1887, le successeur de Boulanger au ministère, Théophile Ferron, abroge le décret. Le fort reprend officiellement son nom précédent, tout en gardant le nom de Boulanger sur son fronton.

### Pendant la Première Guerre mondiale

#### Préparation aux combats
Devant la menace grandissante d’une guerre, la mobilisation nationale est décrétée le 2 août 1914. Le 1er article des fascicules de mobilisation distribués sont clairs : « Le Gouverneur désigné de la Place des Ayvelles est le chef du Génie à Mézières. Il prend le commandement de la Place dès le premier jour. » Le gouverneur en question est George-Joël Lévi Alvarès , un chef de bataillon de 50 ans dont 30 ans dans l’armée dans différentes structures en métropole mais aussi en Afrique du Nord (Tunisie et Algérie). Il est à Mézières depuis le 14 octobre 1910. Les documents précisent également le rôle de la place, qui doit constituer un « point d’appui des troupes de campagne défendant la rive gauche de la Meuse au sud de Mézières. ». Un autre point déterminant est évoqué, il est à l’origine des événements qui se sont déroulés à la fin du mois d’août : « En cas d’insuccès [les soldats de la garnison] devront être évacués comme le champ de bataille. Le Gouverneur […] devra réclamer en temps opportun, sur la conduite à tenir, les instructions du général commandant l’armée. » Ce premier jour, seuls quelques hommes sont disponibles pour les premiers travaux à mener sur les ouvrages afin de les préparer à la bataille : blindage des cheminées, mise en place de pare-éclats…  ces travaux se poursuivent pendant encore trois semaines avec le renfort de deux compagnies des 25, 26 et 45e régiments d’Infanterie territoriale et d’une batterie du 5e régiment d’artillerie. Au cinquième jour de la mobilisation, la garnison est reconstituée et se compose de près de 1 200 hommes. L’Allemagne déclare la guerre à la France le 3 août 1914 mais les combats sont encore lointains.

#### L’isolement du fort
À la fin du mois d’août, les premiers réfugiés originaires de Belgique et des zones frontalières fuient les combats. Les forts belges sont submergés, la guerre est aux portes de la France. L’erreur du commandement français est colossale : s’attendant à une attaque allemande par la nouvelle frontière en Lorraine, il laisse sa frontière nord avec de faibles protections, permettant aux Allemands de mettre à exécution le plan Schlieffen.
Le gouverneur du fort a fait procéder à la préparation des ouvrages sous son commandement, mais il sait pertinemment que ceux-ci sont trop vétustes pour avoir une grande utilité dans les combats à venir. Le déclassement a limité l’artillerie à 12 canons de calibre 95, 12 canons de calibre 90 et 2 canons de calibre 155.
Le 25 août à 4 heures du matin, une réunion de crise a lieu au fort, entre le gouverneur, plusieurs capitaines, lieutenants, sous-lieutenants, officiers et le médecin-major. Tous ces hommes, aux états de service irréprochables (avant et après-guerre), discutent de la situation, mais aucun compte-rendu ne nous est parvenu. À 6 heures du matin, le général Langle de Cary, commandant de la 4e armée, reçoit conformément aux directives de la part du fort des Ayvelles des directives sur la marche à suivre. La réponse parvient au fort à 8 heures et enjoint au gouverneur de prendre ses ordres auprès du commandant du 9e corps d’armée, le général Dubois.

#### L’abandon du fort
Les événements de la journée vont tout précipiter. La ville de Mézières se vide de ses habitants, fuyant l’Armée allemande qui continue d’avancer. Le 9e corps d’armée quitte Mézières pour se replier vers l’ouest, laissant le fort seul, en première ligne face à l’ennemi. Un nouveau télégramme est envoyé par le gouverneur à 17 heures sur la marche à suivre, en insistant cette fois-ci sur l’isolement du fort. Le général Langle de Cary lui répond à 18 heures 30 depuis Le Chesne de « ne pas évacuer le Fort des Ayvelles ».
C’est pourtant ce qui va se passer. Malgré l’ordre du général, le fort va être abandonné : les culasses des canons sont enlevées et jetées et on brûle les réserves alimentaires. À 22 heures 30, la garnison quitte le fort pour un voyage sans retour.
La marche des soldats en pleine nuit est harassante. Ils arrivent à 5 heures du matin à Poix-Terron après une marche de 15 kilomètres vers le sud. Le gouverneur ne les accompagne pas : il est parti expliquer sa décision au général Langle de Cary au Chesne. À peine arrivé, l’ordre de retourner au fort arrive : la rencontre du gouverneur et du général a été difficile pour celui-ci et il retourne en voiture auprès de ses hommes. À 10 heures, il est à Poix-Terron mais c’est à 13 heures que les hommes repartent, après un repos préconisé par le médecin-major. Les soldats parviennent aux abords du Fort aux environs de 17 heures, les Allemands stationnés sur les hauteurs de Saint-Laurent commencent alors un bombardement qui dure trois jours.

#### Le suicide de Lévi Alvarès
Pris sous le feu ennemi, les hommes ne peuvent pénétrer dans la forteresse et se replient vers La Francheville, en bas de la colline, puis vers Boulzicourt. Le gouverneur confie « qu’il ne savait pas que la mort fût si proche » et n’est plus revu. Il se suicide d’une balle dans la tête dans sa chambre, à l’intérieur du fort où il a réussi à pénétrer. Ses hommes ont par la suite contribué aux différents combats, notamment la bataille de la Marne.
Les motivations de ce geste restent un mystère. L’hypothèse d’accusations de lâcheté, de trahison lors de sa rencontre avec le général est souvent avancée pour l’expliquer, mais elle est difficile à prouver. L’affaire Dreyfus, pourtant terminée depuis 1906, est peut-être venue à l’esprit du gouverneur lui-même juif. En se suicidant, celui-ci pensait peut-être épargner le déshonneur à ses hommes. La question reste ouverte.

#### L’entrée des Allemands
Le bombardement allemand, qui a commencé le 25 août, se poursuit les 26 et 27. La date d’entrée à l’intérieur du fort n’est pas connue avec exactitude, on la situe généralement entre le 29 et le 31 août. À leur arrivée, ils trouvent un complexe obsolète depuis 1885, aux maçonneries fragiles et à l’armement ridicule (des mortiers datant de 1842, avec les munitions correspondantes, sont retrouvées à l’intérieur). Les canons, rendus inutilisables, sont sortis du Fort pour être refondus. Les Allemands procèdent par la suite à un pillage en règle de tous les éléments pouvant être utiles : chaudrons, boiseries et autres ressources sont emportées.
Le corps du commandant est retrouvé dans sa chambre puis porté en terre par l’ennemi. Il est inhumé en bordure d’un petit bois de sapins en bordure du chemin reliant le fort à la batterie. Une tombe modeste est dressée avant d’être remplacée par une nouvelle plus soignée, où sont inscrits ces mots : « Ici repose le brave commandant. Il ne put survivre à la chute de la forteresse qui lui avait été confiée. Par cette simple croix de bois, le soldat allemand honore en toi le héros du devoir. Landwehr-pioner-Komp n°2. September 1914 » Les motivations allemandes sont encore aujourd’hui discutées : réel hommage ou simple propagande (les photographies de la tombe et la retranscription du texte seront publiées dans les journaux allemands) ? Les deux hypothèses peuvent se défendre voire se compléter.

#### Le fort à l’heure allemande
Peu de documents nous sont parvenus sur le fort pendant l’occupation allemande de 1914-1918. Les Ardennes sont le seul département français à avoir été entièrement occupé pendant toute la durée du conflit (outre les territoires sous administration allemande depuis l’annexion de 1871). Il semble toutefois que le lieu n’ait pas été occupé à grande échelle. Il servit de lieu d’exécution, trois Français furent fusillés dans le ravelin, devant la porte d’entrée. En 1918, avant de quitter le fort, les Allemands procèdent à la destruction des casernements situés au cœur du fort, afin d’empêcher l’armée française de le réoccuper.

### Entre-deux-guerres et Seconde Guerre mondiale
Les destructions dues aux bombardements de la fin du mois d’août 1914 et la disparition des casernements au départ des Allemands en 1918 empêchent l’armée française de réinvestir le Fort après le conflit. L’entre-deux-guerres constitue donc une période d’entretien minimal voire d’abandon pour le site, toujours cependant propriété de l’armée qui réalise des entraînements sur le domaine. Des batteries anti-aériennes sont installées autour du Fort et de la Batterie dans les années 1920.
Lors de la Seconde Guerre mondiale, le Fort et la Batterie ne sont guère utilisés par l’armée française. Le fort est à nouveau bombardé le 14 mai 1940, augmentant des dégâts déjà considérables sur la structure.
L’Allemagne nazie, qui occupe entièrement les Ardennes pour en faire une « zone de peuplement », utilise à nouveau le fort pour exécuter 13 résistants. Une plaque commémorative est aujourd’hui installée à l’entrée en mémoire des fusillés pendant les deux conflits mondiaux.

### Après la Seconde Guerre mondiale
La fin de la Seconde Guerre mondiale marque la tombée du fort dans l’oubli. Toujours propriété de l’armée, le domaine devient une zone d’entraînement pour le 3e régiment du génie basé à Charleville-Mézières. Une piste à char est créée dans la forêt et des installations comme une tyrolienne ou des systèmes pour l’entraînement au rappel sont placées dans les fossés.
La Batterie, moins touchée par les destructions pendant les guerres, est en partie investie, mais le Fort est délaissé et entretenu à minima. Des tests d’explosifs sont même réalisés sur la structure, notamment sur la caponnière nord et la place d’armes sud. Dans les années 1960, le fort est dépouillé de plusieurs pièces d’artillerie importantes.
La population aux alentours oublie peu à peu l’existence du fort, désormais recouvert d’une épaisse végétation et interdit d’accès par l’armée, y faisant ses entraînements. Cela n’empêche cependant pas de nombreux enfants de pénétrer dans le domaine et le fort au mépris de toutes les règles de sécurité.

### Le fort aujourd’hui
Au fil des décennies les entraînements du 3e régiment du génie se font à leur tour plus rares. À la fin des années 1980, un groupe de bénévoles se met en tête de remettre le fort en état. L’association du Fort et de la Batterie des Ayvelles (A.F.B.A) naît en 1989.
La tâche est colossale : les deux voûtes permettant d’accéder à la rue du rempart et aux zones centrales (casernements, poudrières) sont percées, laissant déverser des tonnes de roches et de terre. De nombreux murs se sont effondrés et les tests d’explosifs sur la place d’armes sud ont détruit une grande partie de ce qui s’y trouvait. Trois ans seront nécessaires pour déboucher le passage d’entrée et deux autres pour le second passage. Celui-ci étant libéré, l’accès à l’intérieur devient enfin possible. Cependant, les voûtes, trop étroites et trop basses, limitent l'utilisation d'engins et un nouveau pont, en terre cette fois, doit être érigé à l’entrée pour leur permettre l’accès.
C’est un travail de plus de 25 ans qui va donc se jouer pour aboutir au fort tel qu’il est aujourd’hui. Les galeries comblées sont vidées, les casemates détruites peu à peu reconstruites, les cheminées remontées, les passages sécurisés. Ces investissements permettent finalement d’aboutir à un circuit qu’il est possible de proposer à la visite.
En 2004, le Conseil Général devient propriétaire du domaine des Ayvelles et fait procéder à la dépollution complète du site, de 37 hectares, et des deux ouvrages. Il permet toutefois à l’association de poursuivre sa mission tout en lui apportant une assistance matérielle et financière.
En 2011, l’association se mue en un Groupement d’Économie Solidaire, dénommé « Ardenne Patrimoine Insertion » (A.P.I), qui emploie une trentaine de salariés en contrats d’insertion. Les équipes de salariés en insertion se divisent entre l’entretien des espaces verts (37 hectares de parc et 6 hectares sur le fort), la maçonnerie (reconstruction de la place sud) et l’accueil des touristes. Les bénévoles et salariés travaillent désormais ensemble pour faire du fort des Ayvelles une destination touristique de premier choix dans les Ardennes.
Ce site historique, situé au cœur d’un domaine boisé bien entretenu et équipé d’installations de pique-nique, de sentiers, d’aires de jeux, attire des citadins à la recherche d’un endroit à l’écart des activités, le tout à proximité immédiate de Charleville-Mézières. Le fort des Ayvelles est en outre le théâtre d’événements organisés par l’association pendant la période estivale : week-end Belle Époque lors de la Fête de la Musique et un autre week-end à thème fin septembre. D’autres événements plus modestes sont organisés à la Toussaint, Pâques, pour le plus grand bonheur des visiteurs. La saison estivale est également l’occasion de participer à des visites guidées.